# Бекетово (Ступинский район)
Бекетово — деревня в Ступинском районе Московской области в составе Семёновского сельского поселения (до 2006 года входила в Семёновский сельский округ). На 2015 год Бекетово, фактически, дачный посёлок: при 16 жителях в деревне 6 улиц, 2 тупика и 2 садовых товарищества. В Бекетово действует надкладезная деревянная Ильинская часовня XIX века постройки — редкий образец надкладезных часовен, впервые деревня упоминается в 1709 году.
Вблизи деревни расположен одноименный коттеджный поселок "Beketovo Park" - поселок на границе с Приокско-Террасным заповедником, единственным в Московской области, который входит во всемирную сеть биосферных резерватов ЮНЕСКО.

## Население
| 2002 | 2006 | 2010 |
| ---- | ---- | ---- |
| 14   | ↘9   | ↗16  |

Бекетово расположено на западе района, на правом берегу реки Лопасня, высота центра деревни над уровнем моря — 154 м. Ближайшие населённые пункты: Грызлово — около 0,6 км на восток, Теняково в 0,7 км севернее и Прудно — около 1,7 км на юг.